# Wawrzyniec Nguyễn Văn Hưởng
Św. Wawrzyniec Nguyễn Văn Hưởng (wiet. Laurensô Nguyễn Văn Hưởng) (ur. ok. 1802 r. w Kẻ Sài w Wietnamie – zm. 13 lutego 1856 r. w Ninh Bình w Wietnamie) – ksiądz, męczennik, święty Kościoła katolickiego.

## Życiorys
Wawrzyniec Nguyễn Văn Hưởng pochodził z biednej rodziny. Wcześnie został osierocony. Mieszkał u wuja (niebędącego chrześcijaninem), który traktował go jak syna. Po pewnym czasie Wawrzyniec Nguyễn Văn Hưởng został pomocnikiem ojca Duyệt w parafii Sơn Miêng. Po 3 latach wysłano go do seminarium duchownego w Vĩnh Trị. Po zamknięciu seminarium z powodu prześladowań Wawrzyniec Nguyễn Văn Hưởng powrócił do domu i utrzymywał się z wyrobu i sprzedaży lekarstw. Wuj radził założyć mu rodzinę, a inni krewni obiecali pomoc. Jednak Wawrzyniec Nguyễn Văn Hưởng chciał poświęcić życie Bogu. Gdy tylko to stało się możliwe, powrócił do seminarium, a po pewnym czasie został katechistą. Pracował w różnych parafiach. Po dokończeniu studiów teologicznych przyjął święcenia kapłańskie. Został aresztowany w 1855 r. Stracono go z powodu wiary 13 lutego 1856 r.

## Kult
Dzień wspomnienia: 24 listopada w grupie 117 męczenników wietnamskich.
Beatyfikowany 2 maja 1909 r. przez papieża Piusa X. Kanonizowany przez Jana Pawła II 19 czerwca 1988 r. w grupie 117 męczenników wietnamskich.